# Reinhold Henrici
Reinhold Henrici (* 9. April 1890 in Wiesbaden; † 2. Juni 1948) war ein deutscher Konteradmiral der Kriegsmarine.

## Leben

### Werdegang
Reinhold Henrici trat am 3. April 1907 in die Kaiserliche Marine ein und wurde am 27. September 1913 Oberleutnant zur See. Bis Dezember 1914 war er Kommandant vom Torpedoboot T 66, welches bei der Hafenflottille der Jade eingesetzt war. Anschließend wurde er bis April 1915 Kommandant von V 106 und war dann bis Januar 1917 Wachoffizier auf V 99 und B 112. Bis Kriegsende war er Kommandant von G 39 und von G 40 und zeitgleich Chef der I. Torpedobootsflottille. Am 15. Februar 1918 wurde er zum Kapitänleutnant befördert und war zu Kriegsende als Flottillenchef bei der Überführung der deutschen Hochseeflotte zur Internierung im Scapa Flow eingebunden. In Scapa Flow war die I. Torpedobootsflottille die einzige Flottille, wo alle Flottillenboote selbstversenkt wurden.
Am 16. September 1920 aus der Marine verabschiedet, promovierte er 1923 in Berlin mit dem Thema Die Stellung der deutschen Sozialdemokratie zu den Kartellen und zur Konzentrationsbewegung in der Industrie.
Ab 1. Oktober 1936 Fregattenkapitän (E) war er als E-Offizier im gleichen Jahr in der Wehrwirtschaftsabteilung des OKM.
1939 wurde er zum Kapitän zur See befördert und war von November 1939 bis Juni 1940 Abteilungschef von MWaWi IV im Marinewaffenamt und anschließend bis Dezember 1942 Inspekteur der Rüstungsinspektion Südwestfrankreich. Von Dezember 1942 bis Kriegsende war er dann Amtsgruppenchef im Reichsministerium für Bewaffnung und Munition. Am 1. Februar 1944 wurde er Konteradmiral.

### Familie
Reinhold Henrici war seit 11. Oktober 1921 verheiratet. Aus der Ehe gingen zwei Töchter hervor.